# Alfred Wunderlich
Alfred Wunderlich (* 29. Dezember 1901 in Dresden; † 21. Mai 1963) war ein deutscher Politiker und Parteifunktionär der DDR-Blockpartei NDPD.

## Leben
Wunderlich war der Sohn eines Gerbers. Er besuchte die Volks- und Realschule. Das Studium an einer technischen Fachschule schloss er 1924 als Maschinenbauingenieur ab. Von 1925 bis 1935 arbeitete er als Ingenieur und leitender Angestellter in Maschinenbaubetrieben. 1933 trat er in die NSDAP ein, wurde nach seiner Verurteilung im Dezember 1936 wegen Untreue durch das Amtsgericht Dresden am 18. Mai 1937 aus der Partei ausgeschlossen. Seit 1935 war er als Ingenieur in der ČSR tätig. 
Nach dem Zweiten Weltkrieg war Wunderlich ab 1946 Abteilungsleiter für Planung in der Hauptverwaltung Volkseigener Betriebe in Dresden, ab 1948 Leiter der Hauptabteilung Planung und Statistik in der Hauptverwaltung Maschinenbau der DWK. 1948 war er Mitbegründer der NDP (später umbenannt in NDPD) und bis 1951 Vorsitzender des Landesverbandes Berlin und von 1948 bis 1963 Mitglied des NDPD-Hauptausschusses und seines Parteivorstandes. Von Oktober 1949 bis 1950 war er Staatssekretär im Ministerium für Industrie der DDR und von November 1950 bis 1958 Staatssekretär und stellvertretender Minister für Schwermaschinenbau. Anschließend war er bis 1963 Leiter der Abteilung Maschinenbau der Staatlichen Plankommission der DDR.
1954 erwarb er das Diplom für Wirtschaftswissenschaften an der Deutschen Akademie für Staats- und Rechtswissenschaften „Walter Ulbricht“. 1954 wurde er Erster Vorsitzender des Fachverbandes Maschinenbau der Kammer der Technik (KdT). Von 1955 bis 1962 war er Vizepräsident der KdT, anschließend Ehrenmitglied des KdT-Präsidiums. 1955 wurde er Professor mit Lehrauftrag an der Humboldt-Universität zu Berlin. 
Von 1949 bis 1958 war er als Mitglied der NDPD-Fraktion Abgeordneter der Volkskammer. 
Wunderlich starb nach langer schwerer Krankheit im Alter von 61 Jahren.

## Auszeichnungen
- 1956 Goldene Ehrennadel der Kammer der Technik
- 1961 Vaterländischer Verdienstorden in Silber